# Partido Democrático Livre
O Partido Democrático Livre em alemão: Freie Demokratische Partei; FDP)  é um partido liberal e liberal clássico na Alemanha. O FDP é liderado por Christian Lindner.
O Partido Democrático Livre foi fundado em 11-12 de dezembro de 1948 em Heppenheim, em Hesse, como uma unificação de todas as 13 organizações de partidos liberais regionais nas três zonas ocidentais de ocupação. O nome proposto, "Partido Liberal Democrata" (LDP), foi rejeitado pelos delegados, que votaram 64 a 25 em favor do nome Partido Democrático Livre (FDP). Os liberais são considerados os herdeiros históricos do Partido Democrático Alemão e do Partido Popular Alemão, os partidos liberais na Alemanha antes da ascensão do Nazismo na Alemanha.
Após a fundação da República Federal, o FDP tem sido, normalmente, o partido que determina o partido que governa o país, fazendo coligações com os dois maiores partidos: a União Democrata-Cristã (1949-1956, 1961-1966, 1982-1998 e 2009-2013) e o Partido Social-Democrata (1969-1982).
No entanto, nas eleições federais de 2013, os liberais perderam todos os deputados que tinham no Bundestag, ficando abaixo dos 5% e, assim, pela primeira vez o partido ficou sem representação parlamentar. Actualmente, o FDP está representado em nove parlamentos estaduais e no Parlamento Europeu.
Após um período de maus resultados, o FDP voltou recentemente aos bons resultados, conquistando resultados importantes, como, por exemplo, os 13% dos votos conquistados nas eleições regionais de Renânia do Norte-Vestfália de 2017. Segundo as últimas sondagens, os liberais irão voltar a ter representação parlamentar, e, como no passado, irão ter um papel importante na formação de um novo governo na Alemanha.

## Ideologia política
O FDP é descrito como sendo um partido liberal clássico de centro-direita. Nos anos 1940 e 1950, o FDP estava posicionado à direita da CDU/CSU. Na época, o FDP queria que os ex-nazistas fossem reintegrados à sociedade e exigia a libertação dos criminosos de guerra nazistas.
O FDP é agora um partido predominantemente liberal clássico, tanto no sentido de apoiar o laissez-faire e as políticas econômicas de livre mercado quanto no sentido de políticas que enfatizam a minimização da interferência do governo nos assuntos individuais. Os estudiosos da ciência política têm, via de regra, identificado o FDP como mais próximo do bloco CDU/CSU em questões econômicas, mas mais próximo do SPD em questões como liberdades civis e política externa.
Durante as eleições federais de 2017, o partido pediu que a Alemanha adotasse uma restrita política de imigração usando um sistema de imigração baseado em pontos ao estilo do Canadá. Um gasto de até 3% do PIB em defesa e segurança internacional; a eliminação progressiva dos chamados impostos de solidariedade; cortar impostos em 30 bilhões de euros (duas vezes o valor do corte de impostos proposto pela CDU); e melhorar a infraestrutura rodoviária gastando 2 bilhões de euros anualmente para cada uma das rodovias pelas próximas duas décadas.
O FDP apóia a legalização da cannabis na Alemanha e se opõe ferrenhamente as propostas para aumentar a vigilância da internet.
O FDP apóia o casamento entre pessoas do mesmo sexo. Já em 1980, o FDP era favorável à revogação do parágrafo 175 , que criminalizava a homossexualidade masculina na Alemanha.
O FDP tem opiniões mistas sobre a União Europeia e sobre a integração europeia, sendo descrito como sendo o partido mais eurocético entre os partidos tradicionais alemães. Em seu manifesto de 2009, o FDP prometeu ratificar o Tratado de Lisboa e defendeu reformas na UE destinadas a aumentar a transparência e a capacidade de resposta democrática, fez críticas a burocracia no bloco e defendeu restrições rigorosas no orçamento da UE. Em seu congresso de janeiro de 2019, antes das eleições para o Parlamento Europeu de 2019, o manifesto do FDP apelou para ainda mais reformas da UE, incluindo a redução do número de comissários europeus dos atuais 28 para 18, a abolição do Comitê Econômico e Social Europeu e a defesa do livre mercado.

## Resultados eleitorais

### Eleições legislativas
| Data | M. Uninominal | M. Uninominal | M. Uninominal | M. Uninominal | M. Proporcional | M. Proporcional | M. Proporcional | M. Proporcional | Deputados | +/- | Status            |
| Data | CI.           | Votos         | %             | +/-           | CI.             | Votos           | %               | +/-             | Deputados | +/- | Status            |
| ---- | ------------- | ------------- | ------------- | ------------- | --------------- | --------------- | --------------- | --------------- | --------- | --- | ----------------- |
| 1949 |               |               |               |               | 3.º             | 2 829 920       | 11,9 / 100,0    |                 | 52 / 402  |     | Governo           |
| 1953 | 3.º           | 2 967 566     | 10,8 / 100,0  |               | 3.º             | 2 629 163       | 9,5 / 100,0     | 2,4             | 53 / 509  | 1   | Governo           |
| 1957 | 4.º           | 2 276 234     | 7,5 / 100,0   | 3,3           | 4.º             | 2 307 135       | 7,7 / 100,0     | 1,8             | 44 / 519  | 9   | Oposição          |
| 1961 | 3.º           | 3 866 269     | 12,1 / 100,0  | 4,6           | 3.º             | 4 028 766       | 12,8 / 100,0    | 5,1             | 67 / 521  | 23  | Governo           |
| 1965 | 4.º           | 2 562 294     | 7,9 / 100,0   | 4,2           | 4.º             | 3 096 739       | 9,5 / 100,0     | 3,3             | 50 / 518  | 17  | Oposição          |
| 1969 | 4.º           | 1 554 651     | 4,8 / 100,0   | 3,1           | 4.º             | 1 903 422       | 5,8 / 100,0     | 3,7             | 31 / 518  | 19  | Governo           |
| 1972 | 4.º           | 1 790 513     | 4,8 / 100,0   | Estável       | 4.º             | 3 129 982       | 8,4 / 100,0     | 2,6             | 42 / 518  | 11  | Governo           |
| 1976 | 4.º           | 2 417 683     | 6,4 / 100,0   | 1,6           | 4.º             | 2 995 085       | 7,9 / 100,0     | 0,5             | 40 / 518  | 2   | Governo           |
| 1980 | 4.º           | 2 720 480     | 7,2 / 100,0   | 0,8           | 3.º             | 4 030 999       | 10,6 / 100,0    | 2,7             | 54 / 519  | 14  | Governo           |
| 1983 | 5.º           | 1 087 918     | 2,8 / 100,0   | 4,4           | 4.º             | 2 706 942       | 6,9 / 100,0     | 3,7             | 35 / 520  | 19  | Governo           |
| 1987 | 5.º           | 1 760 496     | 4,7 / 100,0   | 1,9           | 4.º             | 3 440 911       | 9,1 / 100,0     | 2,2             | 48 / 519  | 13  | Governo           |
| 1990 | 3.º           | 3 595 135     | 7,8 / 100,0   | 3,1           | 3.º             | 5 123 233       | 11,0 / 100,0    | 1,9             | 79 / 662  | 31  | Governo           |
| 1994 | 6.º           | 1 558 185     | 3,3 / 100,0   | 4,5           | 5.º             | 3 258 407       | 6,9 / 100,0     | 4,1             | 47 / 672  | 32  | Governo           |
| 1998 | 6.º           | 1 486 433     | 3,0 / 100,0   | 0,3           | 5.º             | 3 080 955       | 6,2 / 100,0     | 0,7             | 43 / 669  | 4   | Oposição          |
| 2002 | 4.º           | 2 752 796     | 5,8 / 100,0   | 2,8           | 5.º             | 3 538 815       | 7,4 / 100,0     | 1,2             | 47 / 603  | 4   | Oposição          |
| 2005 | 6.º           | 2 208 531     | 4,7 / 100,0   | 1,1           | 3.º             | 4 648 144       | 9,8 / 100,0     | 2,4             | 61 / 614  | 14  | Oposição          |
| 2009 | 4.º           | 4 076 496     | 9,4 / 100,0   | 4,7           | 3.º             | 6 316 080       | 14,6 / 100,0    | 4,8             | 93 / 622  | 32  | Governo           |
| 2013 | 6.º           | 1 028 645     | 2,4 / 100,0   | 7,0           | 7.º             | 2 083 533       | 4,8 / 100,0     | 9,8             | 0 / 631   | 93  | Extra-parlamentar |
| 2017 | 7.º           | 3 248 745     | 7,0 / 100,0   | 4,6           | 4.º             | 4 997 178       | 10,7 / 100,0    | 5,9             | 80 / 709  | 80  | Oposição          |
| 2021 | 5.º           | 4 042 951     | 8,7 / 100,0   | 1,7           | 4.º             | 5 319 952       | 11,5 / 100,0    | 0,8             | 92 / 736  | 12  | Governo           |

### Eleições europeias
| Data | CI. | Votos     | %            | +/- | Deputados | +/-     |
| ---- | --- | --------- | ------------ | --- | --------- | ------- |
| 1979 | 4.º | 1 662 621 | 5,9 / 100,0  |     | 4 / 81    |         |
| 1984 | 8.º | 1 192 624 | 4,8 / 100,0  | 1,1 | 0 / 81    | 4       |
| 1989 | 6.º | 1 576 715 | 5,6 / 100,0  | 0,8 | 4 / 81    | 4       |
| 1994 | 6.º | 1 442 857 | 4,1 / 100,0  | 1,5 | 0 / 99    | 4       |
| 1999 | 6.º | 820 371   | 3,0 / 100,0  | 1,1 | 0 / 99    | Estável |
| 2004 | 6.º | 1 565 431 | 6,1 / 100,0  | 3,1 | 7 / 99    | 7       |
| 2009 | 4.º | 2 888 084 | 11,0 / 100,0 | 4,9 | 12 / 99   | 5       |
| 2014 | 7.º | 986 253   | 3,3 / 100,0  | 7,7 | 3 / 96    | 9       |
| 2019 | 7.º | 2 028 353 | 5,4 / 100,0  | 2,1 | 5 / 96    | 2       |

### Eleições regionais

#### Baden-Württemberg
| Data | CI. | Votos   | %            | +/-     | Deputados | +/- | Status   |
| ---- | --- | ------- | ------------ | ------- | --------- | --- | -------- |
| 1952 | 3.º | 491 711 | 18,0 / 100,0 |         | 23 / 121  |     | Governo  |
| 1956 | 3.º | 541 221 | 16,6 / 100,0 | 1,4     | 21 / 120  | 2   | Governo  |
| 1960 | 3.º | 466 908 | 15,8 / 100,0 | 0,8     | 18 / 121  | 3   | Governo  |
| 1964 | 3.º | 472 492 | 13,1 / 100,0 | 2,7     | 14 / 120  | 4   | Governo  |
| 1968 | 3.º | 560 145 | 14,4 / 100,0 | 1,3     | 18 / 127  | 4   | Oposição |
| 1972 | 3.º | 424 685 | 8,9 / 100,0  | 5,5     | 10 / 120  | 8   | Oposição |
| 1976 | 3.º | 353 745 | 7,8 / 100,0  | 1,1     | 9 / 121   | 1   | Oposição |
| 1980 | 3.º | 374 633 | 8,3 / 100,0  | 0,5     | 10 / 124  | 1   | Oposição |
| 1984 | 4.º | 333 386 | 7,2 / 100,0  | 1,1     | 8 / 126   | 2   | Oposição |
| 1988 | 4.º | 285 932 | 5,9 / 100,0  | 1,3     | 7 / 125   | 1   | Oposição |
| 1992 | 5.º | 291 199 | 5,9 / 100,0  | Estável | 8 / 146   | 1   | Oposição |
| 1996 | 4.º | 458 478 | 9,6 / 100,0  | 3,7     | 14 / 155  | 6   | Governo  |
| 2001 | 3.º | 367 580 | 8,1 / 100,0  | 1,5     | 10 / 128  | 4   | Governo  |
| 2006 | 4.º | 421 994 | 10,7 / 100,0 | 2,6     | 15 / 139  | 5   | Governo  |
| 2011 | 4.º | 262 784 | 5,3 / 100,0  | 5,4     | 7 / 138   | 8   | Oposição |
| 2016 | 5.º | 445 498 | 8,3 / 100,0  | 3,0     | 12 / 143  | 5   | Oposição |

#### Baixa Saxónia
| Data | CI. | Votos   | %           | +/-     | Deputados | +/-     | Status            |
| ---- | --- | ------- | ----------- | ------- | --------- | ------- | ----------------- |
| 1947 | 4.º | 215 805 | 8,8 / 100,0 |         | 13 / 149  |         | Governo           |
| 1951 | 5.º | 278 088 | 8,4 / 100,0 | 0,4     | 12 / 158  | 1       | Oposição          |
| 1955 | 5.º | 264 841 | 7,9 / 100,0 | 0,5     | 12 / 159  | Estável | Governo           |
| 1959 | 5.º | 179 522 | 5,2 / 100,0 | 2,7     | 8 / 157   | 4       | Governo           |
| 1963 | 3.º | 316 552 | 8,8 / 100,0 | 3,6     | 14 / 149  | 6       | Governo           |
| 1967 | 4.º | 245 318 | 6,9 / 100,0 | 1,9     | 10 / 149  | 4       | Oposição          |
| 1970 | 3.º | 169 457 | 4,4 / 100,0 | 2,5     | 0 / 149   | 10      | Extra-parlamentar |
| 1974 | 3.º | 302 165 | 7,0 / 100,0 | 2,6     | 11 / 155  | 11      | Governo           |
| 1978 | 3.º | 171 514 | 4,2 / 100,0 | 2,8     | 0 / 155   | 11      | Extra-parlamentar |
| 1982 | 4.º | 246 959 | 5,9 / 100,0 | 1,7     | 10 / 171  | 10      | Oposição          |
| 1986 | 4.º | 257 873 | 6,0 / 100,0 | 0,1     | 9 / 155   | 1       | Governo           |
| 1990 | 3.º | 252 615 | 6,0 / 100,0 | Estável | 9 / 155   | Estável | Oposição          |
| 1994 | 4.º | 188 691 | 4,4 / 100,0 | 1,6     | 0 / 161   | 9       | Extra-parlamentar |
| 1998 | 4.º | 209 610 | 4,9 / 100,0 | 0,5     | 0 / 157   | Estável | Extra-parlamentar |
| 2003 | 3.º | 323 107 | 8,1 / 100,0 | 3,2     | 15 / 183  | 15      | Governo           |
| 2008 | 3.º | 279 557 | 8,2 / 100,0 | 0,1     | 13 / 152  | 2       | Governo           |
| 2013 | 4.º | 354 970 | 9,9 / 100,0 | 1,7     | 14 / 137  | 1       | Oposição          |
| 2017 | 4.º | 287 957 | 7,5 / 100,0 | 2,4     | 11 / 137  | 3       | Oposição          |

#### Baviera
| Data    | CI. | Votos   | %           | +/- | Deputados | +/-     | Status            |
| ------- | --- | ------- | ----------- | --- | --------- | ------- | ----------------- |
| 06/1946 | 5.º | 68 417  | 2,5 / 100,0 |     | 3 / 180   |         | Oposição          |
| 12/1946 | 5.º | 172 242 | 5,7 / 100,0 | 3,2 | 9 / 180   | 6       | Oposição          |
| 1950    | 5.º | 653 741 | 7,1 / 100,0 | 1,4 | 12 / 204  | 3       | Oposição          |
| 1954    | 5.º | 703 924 | 7,2 / 100,0 | 0,1 | 13 / 204  | 1       | Governo           |
| 1958    | 5.º | 512 344 | 5,6 / 100,0 | 1,6 | 8 / 204   | 5       | Governo           |
| 1962    | 3.º | 577 836 | 5,9 / 100,0 | 0,3 | 9 / 204   | 1       | Oposição          |
| 1966    | 4.º | 539 131 | 5,1 / 100,0 | 0,8 | 0 / 204   | 9       | Extra-parlamentar |
| 1970    | 3.º | 624 560 | 5,6 / 100,0 | 0,5 | 10 / 204  | 10      | Oposição          |
| 1974    | 3.º | 586 533 | 5,2 / 100,0 | 0,4 | 8 / 204   | 2       | Oposição          |
| 1978    | 3.º | 711 348 | 6,2 / 100,0 | 1,0 | 10 / 204  | 2       | Oposição          |
| 1982    | 4.º | 430 181 | 3,5 / 100,0 | 2,7 | 0 / 204   | 10      | Extra-parlamentar |
| 1986    | 4.º | 428 790 | 3,8 / 100,0 | 0,3 | 0 / 204   | Estável | Extra-parlamentar |
| 1990    | 4.º | 573 338 | 5,2 / 100,0 | 1,4 | 7 / 204   | 7       | Oposição          |
| 1994    | 5.º | 327 305 | 2,8 / 100,0 | 2,4 | 0 / 204   | 7       | Extra-parlamentar |
| 1998    | 7.º | 201 788 | 1,7 / 100,0 | 1,1 | 0 / 204   | Estável | Extra-parlamentar |
| 2003    | 5.º | 411 306 | 2,6 / 100,0 | 0,9 | 0 / 180   | Estável | Extra-parlamentar |
| 2008    | 5.º | 847 227 | 8,0 / 100,0 | 5,4 | 16 / 187  | 16      | Governo           |
| 2013    | 5.º | 389 584 | 3,3 / 100,0 | 4,7 | 0 / 180   | 16      | Extra-parlamentar |

#### Berlim
| Data             | CI.              | Votos            | %                | +/-              | Deputados        | +/-              | Status            |
| Berlim Ocidental | Berlim Ocidental | Berlim Ocidental | Berlim Ocidental | Berlim Ocidental | Berlim Ocidental | Berlim Ocidental | Berlim Ocidental  |
| ---------------- | ---------------- | ---------------- | ---------------- | ---------------- | ---------------- | ---------------- | ----------------- |
| 1948             | 3.º              | 214 145          | 16,1 / 100,0     |                  | 17 / 119         |                  | Governo           |
| 1950             | 3.º              | 337 589          | 23,0 / 100,0     | 6,9              | 32 / 127         | 15               | Governo           |
| 1954             | 3.º              | 197 204          | 12,8 / 100,0     | 10,2             | 19 / 127         | 13               | Oposição          |
| 1958             | 3.º              | 61 119           | 3,8 / 100,0      | 9,0              | 0 / 133          | 19               | Extra-parlamentar |
| 1963             | 3.º              | 123 382          | 7,9 / 100,0      | 4,1              | 10 / 140         | 10               | Governo           |
| 1967             | 3.º              | 103 973          | 7,1 / 100,0      | 0,8              | 9 / 137          | 1                | Governo           |
| 1971             | 3.º              | 122 310          | 8,4 / 100,0      | 1,3              | 11 / 138         | 2                | Oposição          |
| 1975             | 3.º              | 97 969           | 7,1 / 100,0      | 1,3              | 11 / 147         | Estável          | Governo           |
| 1979             | 3.º              | 103 609          | 8,1 / 100,0      | 1,0              | 11 / 135         | Estável          | Governo           |
| 1981             | 4.º              | 70 529           | 5,6 / 100,0      | 2,5              | 7 / 132          | 4                | Governo           |
| 1985             | 4.º              | 105 209          | 8,5 / 100,0      | 2,9              | 12 / 144         | 5                | Governo           |
| 1989             | 5.º              | 47 153           | 3,9 / 100,0      | 4,6              | 0 / 138          | 12               | Extra-parlamentar |
| Berlim Unificada |                  |                  |                  |                  |                  |                  |                   |
| 1990             | 4.º              | 143 080          | 7,1 / 100,0      |                  | 18 / 241         |                  | Oposição          |
| 1995             | 6.º              | 42 391           | 2,5 / 100,0      | 4,6              | 0 / 206          | 18               | Extra-parlamentar |
| 1999             | 6.º              | 34 280           | 2,2 / 100,0      | 0,3              | 0 / 169          | Estável          | Extra-parlamentar |
| 2001             | 4.º              | 160 953          | 9,9 / 100,0      | 7,7              | 15 / 141         | 15               | Oposição          |
| 2006             | 5.º              | 104 584          | 7,6 / 100,0      | 2,3              | 13 / 149         | 2                | Oposição          |
| 2011             | 7.º              | 26 943           | 1,8 / 100,0      | 5,8              | 0 / 149          | 13               | Extra-parlamentar |
| 2016             | 6.º              | 109 500          | 6,7 / 100,0      | 4,9              | 12 / 160         | 12               | Oposição          |

#### Brandemburgo
| Data | CI. | Votos   | %           | +/- | Deputados | +/-     | Status            |
| ---- | --- | ------- | ----------- | --- | --------- | ------- | ----------------- |
| 1990 | 4.º | 84 501  | 6,6 / 100,0 |     | 6 / 88    |         | Governo           |
| 1994 | 5.º | 23 541  | 2,2 / 100,0 | 4,4 | 0 / 88    | 6       | Extra-parlamentar |
| 1999 | 6.º | 20 472  | 1,9 / 100,0 | 0,3 | 0 / 89    | Estável | Extra-parlamentar |
| 2004 | 6.º | 38 890  | 3,3 / 100,0 | 1,4 | 0 / 88    | Estável | Extra-parlamentar |
| 2009 | 4.º | 100 123 | 7,2 / 100,0 | 3,9 | 7 / 88    | 7       | Oposição          |
| 2014 | 9.º | 14 376  | 1,5 / 100,0 | 6,7 | 0 / 88    | 7       | Extra-parlamentar |

#### Bremen
| Data | CI. | Votos  | %            | +/- | Deputados | +/-     | Status            |
| ---- | --- | ------ | ------------ | --- | --------- | ------- | ----------------- |
| 1947 | 5.º | 11 998 | 5,4 / 100,0  |     | 2 / 100   |         | Oposição          |
| 1951 | 3.º | 39 432 | 11,8 / 100,0 | 6,4 | 12 / 100  | 10      | Governo           |
| 1955 | 4.º | 31 486 | 8,6 / 100,0  | 3,2 | 8 / 100   | 4       | Governo           |
| 1959 | 4.º | 27 450 | 7,2 / 100,0  | 1,4 | 7 / 100   | 1       | Governo           |
| 1963 | 3.º | 33 036 | 8,4 / 100,0  | 1,2 | 8 / 100   | 1       | Governo           |
| 1967 | 3.º | 42 731 | 10,5 / 100,0 | 2,1 | 10 / 100  | 2       | Governo           |
| 1971 | 3.º | 31 509 | 7,1 / 100,0  | 3,4 | 7 / 100   | 3       | Oposição          |
| 1975 | 3.º | 55 739 | 13,0 / 100,0 | 5,9 | 13 / 100  | 6       | Oposição          |
| 1979 | 3.º | 43 730 | 10,7 / 100,0 | 2,3 | 11 / 100  | 2       | Oposição          |
| 1983 | 4.º | 18 828 | 4,6 / 100,0  | 6,1 | 0 / 100   | 11      | Extra-parlamentar |
| 1987 | 4.º | 39 078 | 10,0 / 100,0 | 5,4 | 10 / 100  | 10      | Oposição          |
| 1991 | 4.º | 35 087 | 9,5 / 100,0  | 0,5 | 10 / 100  | Estável | Governo           |
| 1995 | 5.º | 11 607 | 3,4 / 100,0  | 6,1 | 0 / 100   | 10      | Extra-parlamentar |
| 1999 | 6.º | 7 327  | 2,5 / 100,0  | 0,9 | 0 / 100   | Estável | Extra-parlamentar |
| 2003 | 5.º | 12 294 | 4,2 / 100,0  | 1,7 | 1 / 83    | 1       | Oposição          |
| 2007 | 5.º | 16 486 | 6,0 / 100,0  | 1,8 | 5 / 83    | 4       | Oposição          |
| 2011 | 6.º | 31 176 | 2,4 / 100,0  | 3,6 | 0 / 83    | 5       | Extra-parlamentar |
| 2015 | 5.º | 76 754 | 6,6 / 100,0  | 4,2 | 6 / 83    | 6       | Oposição          |

#### Hamburgo
| Data    | CI.                  | Votos                | %                    | +/-                  | Deputados            | +/-                  | Status            |
| ------- | -------------------- | -------------------- | -------------------- | -------------------- | -------------------- | -------------------- | ----------------- |
| 1946    | 3.º                  | 509 632              | 18,2 / 100,0         |                      | 7 / 110              |                      | Governo           |
| 1949    | Aliança por Hamburgo | Aliança por Hamburgo | Aliança por Hamburgo | Aliança por Hamburgo | Aliança por Hamburgo | Aliança por Hamburgo | Oposição          |
| 1953    | Bloco Hamburgo       | Bloco Hamburgo       | Bloco Hamburgo       | Bloco Hamburgo       | Bloco Hamburgo       | Bloco Hamburgo       | Governo           |
| 1957    | 3.º                  | 88 201               | 8,6 / 100,0          |                      | 10 / 120             |                      | Governo           |
| 1961    | 3.º                  | 95 061               | 9,6 / 100,0          | 1,0                  | 12 / 120             | 2                    | Governo           |
| 1966    | 3.º                  | 64 837               | 6,8 / 100,0          | 2,8                  | 8 / 120              | 4                    | Oposição          |
| 1970    | 3.º                  | 70 875               | 7,1 / 100,0          | 0,3                  | 9 / 120              | 1                    | Governo           |
| 1974    | 3.º                  | 113 930              | 10,9 / 100,0         | 3,8                  | 13 / 120             | 4                    | Governo           |
| 1978    | 3.º                  | 45 903               | 4,8 / 100,0          | 6,1                  | 0 / 120              | 13                   | Extra-parlamentar |
| 06/1982 | 4.º                  | 46 364               | 4,9 / 100,0          | 0,1                  | 0 / 120              | Estável              | Extra-parlamentar |
| 12/1982 | 4.º                  | 26 485               | 2,6 / 100,0          | 2,3                  | 0 / 120              | Estável              | Extra-parlamentar |
| 1986    | 4.º                  | 45 680               | 4,8 / 100,0          | 2,2                  | 0 / 120              | Estável              | Extra-parlamentar |
| 1987    | 4.º                  | 64 389               | 6,5 / 100,0          | 1,7                  | 8 / 120              | 8                    | Governo           |
| 1991    | 4.º                  | N/D                  | 5,4 / 100,0          | 1,1                  | 7 / 121              | 1                    | Oposição          |
| 1993    | 6.º                  | 35 236               | 4,2 / 100,0          | 1,2                  | 0 / 121              | 7                    | Extra-parlamentar |
| 1997    | 6.º                  | 28 664               | 3,5 / 100,0          | 0,7                  | 0 / 121              | Estável              | Extra-parlamentar |
| 2001    | 5.º                  | 43 214               | 5,1 / 100,0          | 1,6                  | 6 / 121              | 6                    | Governo           |
| 2004    | 5.º                  | 23 373               | 2,8 / 100,0          | 2,3                  | 0 / 121              | 6                    | Extra-parlamentar |
| 2008    | 5.º                  | 36 953               | 4,8 / 100,0          | 2,0                  | 0 / 121              | Estável              | Extra-parlamentar |
| 2011    | 4.º                  | 229 125              | 6,7 / 100,0          | 1,9                  | 9 / 121              | 9                    | Oposição          |
| 2015    | 5.º                  | 262 157              | 7,4 / 100,0          | 0,7                  | 9 / 121              | Estável              | Oposição          |

#### Hesse
| Data | CI. | Votos   | %            | +/-  | Deputados | +/-     | Status            |
| ---- | --- | ------- | ------------ | ---- | --------- | ------- | ----------------- |
| 1946 | 3.º | 252 207 | 15,7 / 100,0 |      | 6 / 90    |         | Oposição          |
| 1950 | 2.º | 588 739 | 31,8 / 100,0 | 16,1 | 21 / 80   | 12      | Oposição          |
| 1954 | 3.º | 513 421 | 20,5 / 100,0 | 11,3 | 21 / 96   | Estável | Oposição          |
| 1958 | 3.º | 250 310 | 9,5 / 100,0  | 11,0 | 9 / 96    | 12      | Oposição          |
| 1962 | 3.º | 301 783 | 11,5 / 100,0 | 2,0  | 11 / 96   | 2       | Oposição          |
| 1966 | 3.º | 293 994 | 10,4 / 100,0 | 1,1  | 10 / 96   | 1       | Oposição          |
| 1970 | 3.º | 316 270 | 10,1 / 100,0 | 0,3  | 11 / 110  | 1       | Governo           |
| 1974 | 3.º | 238 726 | 7,4 / 100,0  | 2,7  | 8 / 110   | 3       | Governo           |
| 1978 | 3.º | 225 044 | 6,6 / 100,0  | 0,8  | 7 / 110   | 1       | Governo           |
| 1982 | 4.º | 106 901 | 3,1 / 100,0  | 3,5  | 0 / 110   | 7       | Extra-parlamentar |
| 1983 | 3.º | 256 801 | 7,6 / 100,0  | 4,5  | 8 / 110   | 8       | Governo           |
| 1987 | 4.º | 259 133 | 7,8 / 100,0  | 0,2  | 9 / 110   | 1       | Governo           |
| 1991 | 4.º | 220 115 | 7,4 / 100,0  | 0,4  | 8 / 110   | 1       | Oposição          |
| 1995 | 4.º | 206 173 | 7,5 / 100,0  | 0,1  | 8 / 110   | Estável | Oposição          |
| 1999 | 4.º | 142 845 | 5,1 / 100,0  | 2,4  | 6 / 110   | 2       | Governo           |
| 2003 | 4.º | 216 110 | 7,9 / 100,0  | 2,8  | 9 / 110   | 3       | Oposição          |
| 2008 | 3.º | 258 550 | 9,4 / 100,0  | 1,5  | 11 / 110  | 2       | Oposição          |
| 2009 | 3.º | 420 426 | 16,2 / 100,0 | 6,8  | 20 / 118  | 9       | Governo           |
| 2013 | 5.º | 157 451 | 5,0 / 100,0  | 11,2 | 6 / 110   | 14      | Oposição          |

#### Mecklemburgo-Pomerânia Ocidental
| Data | CI. | Votos  | %           | +/- | Deputados | +/-     | Status            |
| ---- | --- | ------ | ----------- | --- | --------- | ------- | ----------------- |
| 1990 | 4.º | 48 669 | 5,5 / 100,0 |     | 4 / 66    |         | Governo           |
| 1994 | 4.º | 37 498 | 3,8 / 100,0 | 1,7 | 0 / 71    | 4       | Extra-parlamentar |
| 1998 | 6.º | 17 062 | 1,6 / 100,0 | 2,2 | 0 / 71    | Estável | Extra-parlamentar |
| 2002 | 4.º | 45 676 | 4,7 / 100,0 | 3,1 | 0 / 71    | Estável | Extra-parlamentar |
| 2006 | 4.º | 78 440 | 9,6 / 100,0 | 4,9 | 7 / 71    | 7       | Oposição          |
| 2011 | 6.º | 18 943 | 2,8 / 100,0 | 6,8 | 0 / 71    | 7       | Extra-parlamentar |
| 2016 | 6.º | 24 521 | 3,0 / 100,0 | 0,2 | 0 / 71    | Estável | Extra-parlamentar |

#### Renânia do Norte-Vestfália
| Data | CI. | Votos     | %            | +/- | Deputados | +/-     | Status            |
| ---- | --- | --------- | ------------ | --- | --------- | ------- | ----------------- |
| 1947 | 5.º | 298 995   | 6,0 / 100,0  |     | 12 / 216  |         | Oposição          |
| 1950 | 3.º | 748 926   | 12,1 / 100,0 | 6,1 | 26 / 215  | 14      | Governo           |
| 1954 | 3.º | 793 736   | 11,5 / 100,0 | 0,6 | 25 / 200  | 1       | Governo           |
| 1958 | 3.º | 566 258   | 7,1 / 100,0  | 4,4 | 15 / 200  | 10      | Oposição          |
| 1962 | 3.º | 553 426   | 6,9 / 100,0  | 0,2 | 14 / 200  | 1       | Governo           |
| 1966 | 3.º | 633 765   | 7,4 / 100,0  | 0,5 | 15 / 200  | 1       | Governo           |
| 1970 | 3.º | 478 420   | 5,5 / 100,0  | 1,9 | 11 / 200  | 4       | Governo           |
| 1975 | 3.º | 689 623   | 6,7 / 100,0  | 1,2 | 14 / 200  | 3       | Governo           |
| 1980 | 3.º | 489 225   | 5,0 / 100,0  | 1,7 | 0 / 201   | 14      | Extra-parlamentar |
| 1985 | 3.º | 565 413   | 6,0 / 100,0  | 1,0 | 14 / 227  | 14      | Oposição          |
| 1990 | 3.º | 535 656   | 5,8 / 100,0  | 0,2 | 14 / 237  | Estável | Oposição          |
| 1995 | 4.º | 332 634   | 4,0 / 100,0  | 1,8 | 0 / 221   | 14      | Extra-parlamentar |
| 2000 | 3.º | 721 558   | 9,8 / 100,0  | 5,8 | 24 / 231  | 24      | Oposição          |
| 2005 | 4.º | 508 266   | 6,2 / 100,0  | 3,6 | 12 / 187  | 12      | Governo           |
| 2010 | 4.º | 522 229   | 6,7 / 100,0  | 0,5 | 13 / 181  | 1       | Oposição          |
| 2012 | 4.º | 670 082   | 8,6 / 100,0  | 1,9 | 22 / 237  | 9       | Oposição          |
| 2017 | 3.º | 1 065 307 | 12,6 / 100,0 | 4,0 | 28 / 199  | 6       | Governo           |

#### Renânia-Palatinado
| Data | CI. | Votos   | %            | +/- | Deputados | +/-     | Status            |
| ---- | --- | ------- | ------------ | --- | --------- | ------- | ----------------- |
| 1947 | 3.º | 111 683 | 9,8 / 100,0  |     | 11 / 101  |         | Governo           |
| 1951 | 3.º | 240 071 | 16,7 / 100,0 | 7,9 | 19 / 100  | 8       | Governo           |
| 1955 | 3.º | 201 847 | 12,7 / 100,0 | 4,0 | 12 / 100  | 7       | Governo           |
| 1959 | 3.º | 165 937 | 9,7 / 100,0  | 3,0 | 10 / 100  | 2       | Governo           |
| 1963 | 3.º | 177 377 | 10,1 / 100,0 | 0,4 | 11 / 100  | 1       | Governo           |
| 1967 | 3.º | 153 089 | 8,3 / 100,0  | 1,8 | 8 / 100   | 3       | Governo           |
| 1971 | 3.º | 120 444 | 5,9 / 100,0  | 2,4 | 6 / 100   | 2       | Oposição          |
| 1975 | 3.º | 118 762 | 5,6 / 100,0  | 0,3 | 5 / 100   | 1       | Oposição          |
| 1979 | 3.º | 139 248 | 6,4 / 100,0  | 0,8 | 6 / 100   | 1       | Oposição          |
| 1983 | 4.º | 88 289  | 3,5 / 100,0  | 2,9 | 0 / 100   | 6       | Extra-parlamentar |
| 1987 | 3.º | 158 964 | 7,3 / 100,0  | 3,8 | 7 / 100   | 7       | Governo           |
| 1991 | 3.º | 146 400 | 6,9 / 100,0  | 0,4 | 7 / 101   | Estável | Governo           |
| 1996 | 3.º | 184 426 | 8,9 / 100,0  | 2,0 | 10 / 101  | 3       | Governo           |
| 2001 | 3.º | 143 427 | 7,8 / 100,0  | 1,1 | 8 / 101   | 2       | Governo           |
| 2006 | 3.º | 140 865 | 8,0 / 100,0  | 0,2 | 10 / 101  | 2       | Oposição          |
| 2011 | 4.º | 79 343  | 4,3 / 100,0  | 3,7 | 0 / 101   | 10      | Extra-parlamentar |
| 2016 | 4.º | 132 294 | 6,2 / 100,0  | 1,9 | 7 / 101   | 7       | Governo           |

#### Sarre
| Data | CI. | Votos   | %            | +/-  | Deputados | +/-     | Status            |
| ---- | --- | ------- | ------------ | ---- | --------- | ------- | ----------------- |
| 1955 | 2.º | 142 602 | 24,2 / 100,0 |      | 12 / 50   |         | Governo           |
| 1960 | 3.º | 73 718  | 13,8 / 100,0 | 10,4 | 7 / 50    | 5       | Governo           |
| 1965 | 3.º | 49 524  | 8,3 / 100,0  | 5,5  | 4 / 50    | 3       | Governo           |
| 1970 | 3.º | 28 167  | 4,4 / 100,0  | 3,9  | 0 / 50    | 4       | Extra-parlamentar |
| 1975 | 3.º | 52 100  | 7,4 / 100,0  | 3,0  | 3 / 50    | 3       | Oposição          |
| 1980 | 3.º | 47 977  | 6,9 / 100,0  | 0,5  | 4 / 51    | 1       | Governo           |
| 1985 | 3.º | 70 713  | 10,0 / 100,0 | 3,1  | 5 / 51    | 1       | Oposição          |
| 1990 | 3.º | 39 113  | 5,6 / 100,0  | 4,4  | 3 / 51    | 2       | Oposição          |
| 1994 | 4.º | 14 206  | 2,1 / 100,0  | 3,5  | 0 / 51    | 3       | Extra-parlamentar |
| 1999 | 4.º | 14 259  | 2,6 / 100,0  | 0,5  | 0 / 51    | Estável | Extra-parlamentar |
| 2004 | 4.º | 22 842  | 5,2 / 100,0  | 2,6  | 3 / 51    | 3       | Oposição          |
| 2009 | 4.º | 49 064  | 9,2 / 100,0  | 4,0  | 5 / 51    | 2       | Governo           |
| 2012 | 7.º | 5 871   | 1,2 / 100,0  | 8,0  | 0 / 51    | 5       | Extra-parlamentar |
| 2017 | 6.º | 17 419  | 3,3 / 100,0  | 2,1  | 0 / 51    | Estável | Extra-parlamentar |

#### Saxónia
| Data | CI. | Votos   | %            | +/- | Deputados | +/-     | Status            |
| ---- | --- | ------- | ------------ | --- | --------- | ------- | ----------------- |
| 1990 | 5.º | 138 376 | 5,3 / 100,0  |     | 9 / 160   |         | Oposição          |
| 1994 | 5.º | 36 075  | 1,7 / 100,0  | 3,6 | 0 / 120   | 9       | Extra-parlamentar |
| 1999 | 8.º | 23 369  | 1,1 / 100,0  | 0,6 | 0 / 120   | Estável | Extra-parlamentar |
| 2004 | 5.º | 122 605 | 5,9 / 100,0  | 4,1 | 7 / 124   | 7       | Oposição          |
| 2009 | 4.º | 178 867 | 10,0 / 100,0 | 4,1 | 14 / 132  | 7       | Governo           |
| 2014 | 7.º | 61 840  | 3,8 / 100,0  | 6,2 | 0 / 126   | 14      | Extra-parlamentar |

#### Saxónia-Anhalt
| Data | CI. | Votos   | %            | +/- | Deputados | +/-     | Status            |
| ---- | --- | ------- | ------------ | --- | --------- | ------- | ----------------- |
| 1990 | 3.º | 190 800 | 13,5 / 100,0 |     | 14 / 106  |         | Governo           |
| 1994 | 5.º | 40 560  | 3,6 / 100,0  | 9,9 | 0 / 99    | 13      | Extra-parlamentar |
| 1998 | 5.º | 63 250  | 4,2 / 100,0  | 0,6 | 0 / 116   | Estável | Extra-parlamentar |
| 2002 | 4.º | 154 145 | 13,3 / 100,0 | 9,1 | 17 / 115  | 17      | Governo           |
| 2006 | 4.º | 60 209  | 6,7 / 100,0  | 6,6 | 7 / 97    | 10      | Oposição          |
| 2011 | 6.º | 38 173  | 3,8 / 100,0  | 2,9 | 0 / 105   | 7       | Extra-parlamentar |
| 2016 | 6.º | 54 565  | 4,9 / 100,0  | 1,1 | 0 / 87    | Estável | Extra-parlamentar |

#### Schleswig-Holstein
| Data | CI. | Votos   | %            | +/- | Deputados | +/- | Status            |
| ---- | --- | ------- | ------------ | --- | --------- | --- | ----------------- |
| 1947 | 4.º | 53 359  | 5,0 / 100,0  |     | 0 / 70    |     | Extra-parlamentar |
| 1950 | 5.º | 92 466  | 7,1 / 100,0  | 2,1 | 8 / 69    | 8   | Governo           |
| 1954 | 4.º | 89 415  | 7,5 / 100,0  | 0,4 | 5 / 69    | 3   | Governo           |
| 1958 | 4.º | 65 140  | 5,4 / 100,0  | 2,1 | 3 / 69    | 2   | Governo           |
| 1962 | 3.º | 90 310  | 7,9 / 100,0  | 2,5 | 5 / 69    | 2   | Governo           |
| 1967 | 3.º | 72 589  | 5,9 / 100,0  | 2,0 | 4 / 73    | 1   | Governo           |
| 1971 | 3.º | 54 099  | 3,8 / 100,0  | 2,1 | 0 / 73    | 4   | Extra-parlamentar |
| 1975 | 3.º | 107 042 | 7,1 / 100,0  | 3,3 | 5 / 73    | 5   | Oposição          |
| 1979 | 3.º | 90 131  | 5,8 / 100,0  | 1,3 | 4 / 73    | 1   | Oposição          |
| 1983 | 4.º | 35 832  | 2,2 / 100,0  | 3,6 | 0 / 74    | 4   | Extra-parlamentar |
| 1987 | 3.º | 81 113  | 5,2 / 100,0  | 3,0 | 4 / 74    | 4   | Oposição          |
| 1988 | 3.º | 69 620  | 4,4 / 100,0  | 0,8 | 0 / 74    | 4   | Extra-parlamentar |
| 1992 | 4.º | 82 963  | 5,6 / 100,0  | 1,2 | 5 / 89    | 5   | Oposição          |
| 1996 | 4.º | 86 227  | 5,7 / 100,0  | 0,1 | 4 / 75    | 1   | Oposição          |
| 2000 | 3.º | 111 649 | 7,6 / 100,0  | 1,9 | 7 / 89    | 3   | Oposição          |
| 2005 | 3.º | 94 935  | 6,6 / 100,0  | 1,0 | 4 / 69    | 3   | Oposição          |
| 2009 | 3.º | 239 338 | 14,9 / 100,0 | 8,3 | 14 / 95   | 10  | Governo           |
| 2012 | 4.º | 108 953 | 8,2 / 100,0  | 6,7 | 6 / 69    | 8   | Oposição          |
| 2017 | 4.º | 169 037 | 11,5 / 100,0 | 3,3 | 9 / 73    | 4   | Governo           |

#### Turíngia
| Data | CI. | Votos   | %           | +/- | Deputados | +/-     | Status            |
| ---- | --- | ------- | ----------- | --- | --------- | ------- | ----------------- |
| 1990 | 4.º | 130 035 | 9,3 / 100,0 |     | 9 / 89    |         | Governo           |
| 1994 | 5.º | 45 651  | 3,2 / 100,0 | 6,1 | 0 / 88    | 9       | Extra-parlamentar |
| 1999 | 6.º | N/D     | 1,1 / 100,0 | 2,1 | 0 / 88    | Estável | Extra-parlamentar |
| 2004 | 5.º | 36 483  | 3,6 / 100,0 | 2,5 | 0 / 88    | Estável | Extra-parlamentar |
| 2009 | 4.º | 80 600  | 7,6 / 100,0 | 4,0 | 7 / 88    | 7       | Oposição          |
| 2014 | 7.º | 23 359  | 2,5 / 100,0 | 5,1 | 0 / 91    | 7       | Extra-parlamentar |